# Pir Jo Goth
Pir Jo Goth ou Pirjo Goth (en ourdou : پیر جو گوٹھ) est une ville pakistanaise située dans le district de Khairpur, dans le nord de la province du Sind. C'est la quatrième plus grande ville du district. Elle est située à moins de 100 kilomètres au sud-est de Sukkur.
La population de la ville a été multipliée par plus de trois entre 1972 et 2017, passant de 13 688 habitants à 47 528. Entre 1998 et 2017, la croissance annuelle moyenne s'affiche à 2,4 %, semblable à la moyenne nationale. Selon le recensement de 2023, la population de la ville monte à 54 266 habitants.
|            | 1972 (rec.) | 1981 (rec.) | 1998 (rec.) | 2017 (rec.) | 2023 (rec.) |
| ---------- | ----------- | ----------- | ----------- | ----------- | ----------- |
| Population | 13 688      | 18 322      | 30 285      | 47 528      | 54 266      |